# Gelis cockerelli
Gelis cockerelli är en stekelart som först beskrevs av Charles Thomas Brues 1910.  Gelis cockerelli ingår i släktet Gelis och familjen brokparasitsteklar. Inga underarter finns listade i Catalogue of Life.